# Klaus Steinmetz
Klaus A. Steinmetz, né le 19 octobre 1934 et mort le 6 mai 2009 à 75 ans, est un pilote automobile allemand sur circuits à bord de voitures de sport de type Tourisme et Grand Tourisme. 

## Biographie

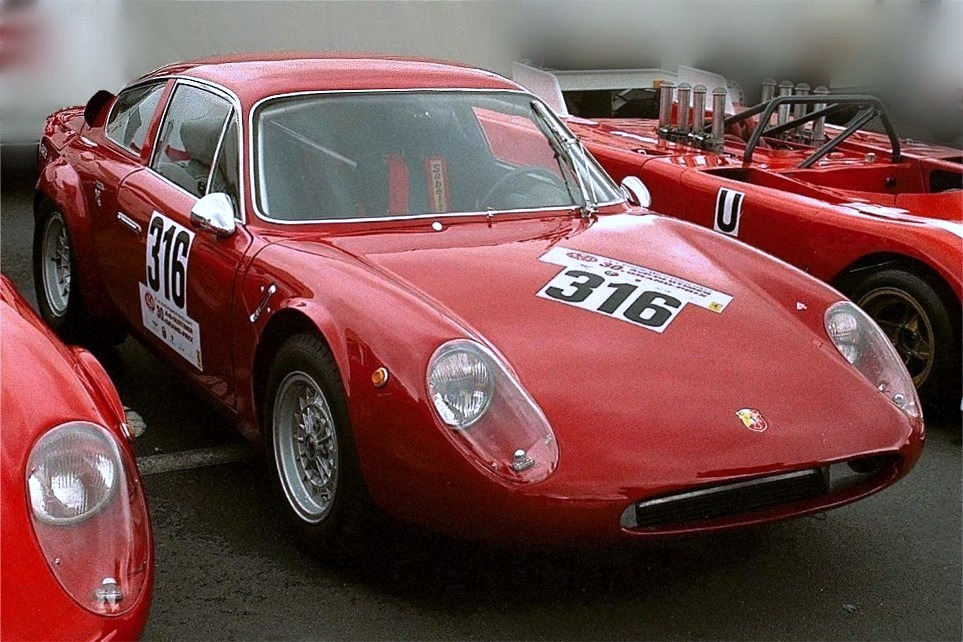
Une Abarth-Simca 1300 "Bialbero" (pour le Oldtimer GP 2002 au Nürburgring).

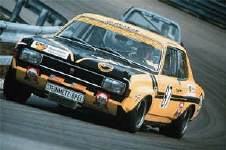
Opel Commodore A GS 3L. Steinmetz Gr.B de 1970, véhicule "revisité" en 1992.

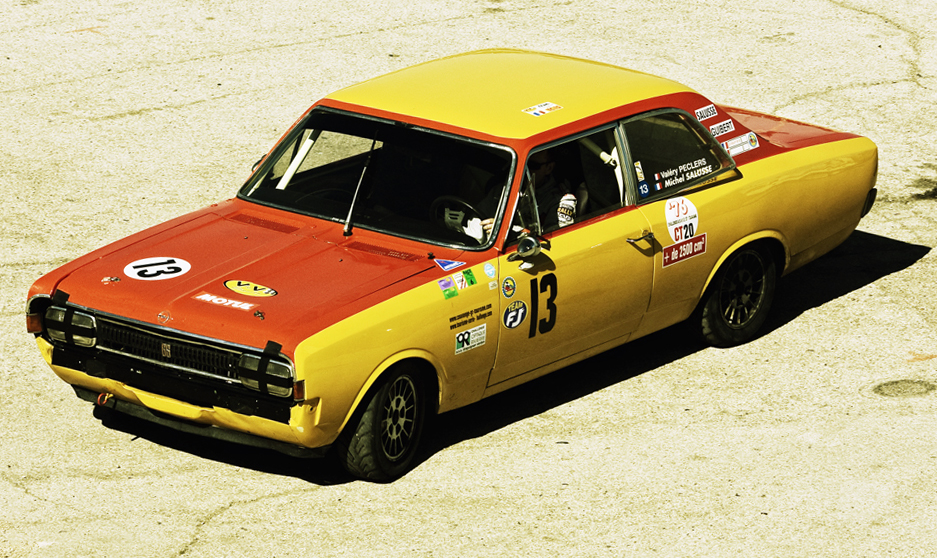
L'Opel Commodore GS Steinmetz des français Valery Peclers et Michel Salusse.

Diplômé ingénieur, il dispute sa carrière entre 1963 et 1972, d'abord comme pilote d'usine avec Abarth et Fiat de 1963 à 1966.
Il fait partie de l'équipe de pilotes qui participe aux records de la FIAT 2300s sur l'autodrome de Monza les 5/6/7 avril 1963 cf https://www.aisastoryauto.it/wp-content/uploads/2015/02/Aisa-90.pdf
Il remporte deux épreuves du Championnat du monde des voitures de sport: les 500 kilomètres du Nürburgring en 1964 (disputés cette saison trois mois après les 1 000 kilomètres) avec Hans Herrmann sur Abarth-Simca 1300 "Bialbero", et la Coppa Inter-Europa en 1965 (disputée  alors en GT durant les 1 000 kilomètres de Monza, le 25 avril) toujours sur Abarth-Simca 1300 "Bialbero".
Terminant deuxième des Coupes du Salon en GT 2L. à Montlhéry en 1964 sur Abarth-Simca 2000, il finit ensuite troisième de l'European Touring Car Challenge de Division 1 en 1965 sur Fiat-Abarth 1000 TC (quatrième la saison suivante - ETCC, championnat où il obtient encore deux podiums en 1966, aux 4 Heures de Monza et à Aspern).
De 1970 à 1977 il gère à Rüsselsheim sous le nom de Fa. Steinmetz-Automobiltechnik un commerce pour travailler sur les aspects évolutifs de l'Opel Commodore en version sportive. Puis est créée avec le groupe Kohl en 1993 une entreprise de tuning toujours sur la base de véhicules Opel de type Commodore, qui reste encore active malgré le retrait de Klaus Steinmetz en 2006, grâce désormais à l'arrivée de son fils Oliver en 2012 à Aix-la-Chapelle, apte à gérer l'ensemble des composants de véhicules Opel. Une équipe vintage est aussi mise sur pied pour disputer des courses VHS.
Klaus Steinmetz est enterré à Bietigheim-Bissingen.

## Citation
- Parfois, tu dois jeter ton cœur avant la courbe! ».